# Julián Vitale
Julián Vitale (Buenos Aires, 21 luglio 1995) è un calciatore argentino, centrocampista dell'Almagro.

## Caratteristiche tecniche
È un centrocampista centrale.

## Carriera
Cresciuto nelle giovanili dell'Independiente, debutta in prima squadra il 31 maggio 2015 disputando da titolare il match vinto per 1-0 contro il San Lorenzo.